# Карбонара ди Нола
Карбона̀ра ди Но̀ла (на италиански: Carbonara di Nola) е село и община в Южна Италия, провинция Неапол, регион Кампания. Разположено е на 174 m надморска височина. Населението на общината е 2293 души (към 2010 г.).